# Éka pada koundinyásana I

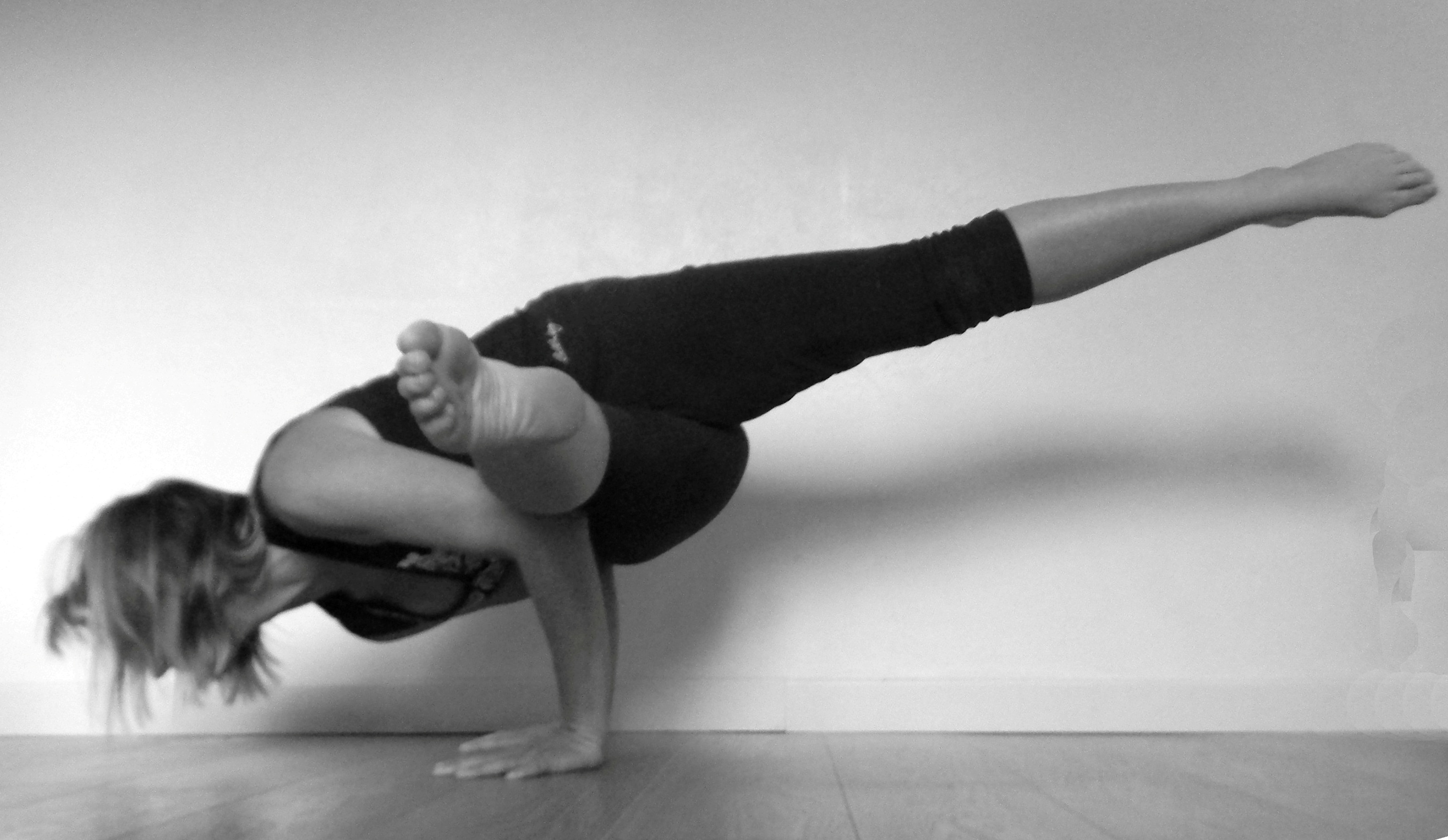
Éka pada koundinyásana

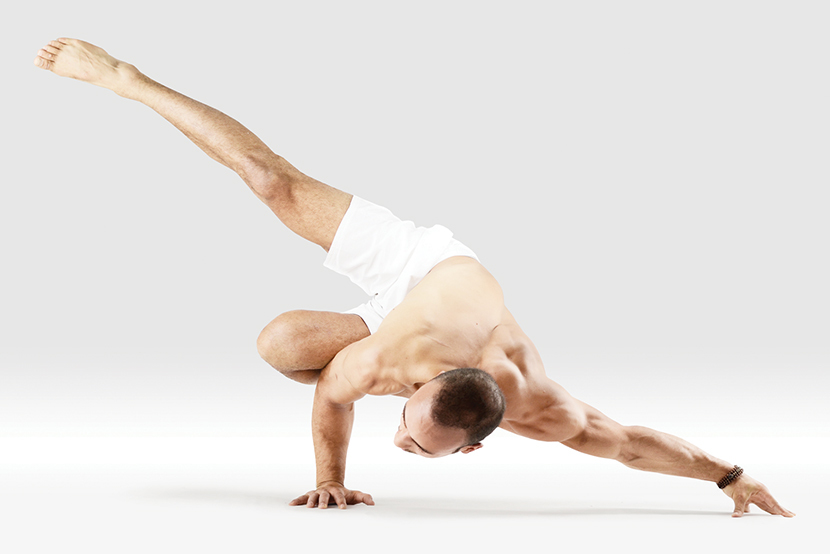
Éka pada koundinyásana - variace

Eka Pada Koundinyásana I (एक पद कोउन्दिन्यासन) neboli jednonohý mudrc je ásana na rukou.

## Etymologie
Eka je jeden, "pada" noha a "koudinya" je jméno mudrce a asana posed. Posiluje páteř, krk a paže

## Pozice
1. Do pozice se vchází z prkna, následně pokrčit je nutné horní končetiny, které udělají schod.
2. Pravá noha se položí na pravou ruku, resp. na ten schod a levý horní okraj pánve se položí na levý loket.
3. Váha se přenese dopředu a tělo se zvedne ze země.
4. Praná noha se natáhne vpřed a levá vzad.